# Micrathena acuta
Micrathena acuta là một loài nhện trong họ Araneidae.
Loài này thuộc chi Micrathena. Micrathena acuta được Charles Athanase Walckenaer miêu tả năm 1842.